# Riton Dupire-Clément
 (juillet 2022).
Riton Dupire-Clément, de son vrai nom Laurent Dupire, est un chef décorateur et un directeur artistique français né en 1965.

## Biographie
Riton Dupire-Clément est président de l'Association des chefs décorateurs de cinéma (ADC). Parallèlement à son activité de décorateur, il s'adonne à la peinture et s'est initié à la gravure.
En 2001, il publie Joseph dans tous ses états, un livre pour enfants dans la collection « Tête de lard » chez Éditions Thierry Magnier. En décembre de la même année, il expose son travail de peinture à la Halle Saint Pierre, musée d'Art Brut et d'Art Singulier à Paris.

## Expositions
- Vache d'Expo, Ménagerie de Verre, Paris, 1992 (collective)
- Halle Saint-Pierre, Musée d'art brut et d'art singulier, Paris, 2001 (personnelle)

## Théâtre
- 2008 : La Nuit du thermomètre de Diastème, mise en scène de Damien Bricoteaux

## Filmographie partielle
- 2005 : Le Parfum de la dame en noir de Bruno Podalydès
- 2007 : U.V. de Gilles Paquet-Brenner
- 2008 : Le Bruit des gens autour de Diastème
- 2009 : Les Derniers Jours du monde d'Arnaud et Jean-Marie Larrieu
- 2013 : Camille Claudel 1915 de Bruno Dumont
- 2015 : Un Français de Diastème
- 2015 : Un village presque parfait de Stéphane Meunier
- 2016 : Ma Loute de Bruno Dumont
- 2017 : Les Ex de Maurice Barthélémy
- 2018 : L'Apparition de Xavier Giannoli
- 2019 : La Vérité de Hirokazu Kore-eda
- 2021 : Illusions perdues de Xavier Giannoli
- 2023 : D'argent et de sang (série) de Xavier Giannoli
- 2024 : Boléro de Anne Fontaine

## Distinctions
- César des meilleurs décors de la 47e cérémonie des César pour Illusions perdues, 2022
- Nommé au César des meilleurs décors de la 42e cérémonie des César pour Ma Loute, 2017
- Clion des meilleurs décors de la 9ème édition du festival du Waterloo Historical Film Festival pour Illusions perdues, 2021
- Nommé pour les Apolo Awards - best production design pour Ma Loute, 2017